# Comuna Koropuj, Horodok
Koropuj (în ucraineană Коропуж) este o comună în raionul Horodok, regiunea Liov, Ucraina, formată din satele Hîșevîci, Koropuj (reședința) și Romanivka.

## Demografie
Componența lingvistică a comunei Koropuj
     Ucraineană (99,87%)
     Alte limbi (0,13%)
Conform recensământului din 2001, majoritatea populației comunei Koropuj era vorbitoare de ucraineană (99,87%), existând în minoritate și vorbitori de alte limbi.